# 1955 في الولايات المتحدة
فيما يلي قوائم الأحداث التي وقعت خلال عام 1955 في الولايات المتحدة.

## سياسة

### تعيين في المنصب
- 1 يناير – أفيريل هاريمان حاكم نيويورك [الإنجليزية]‏.
- 1 يناير – جون أف. سيمز حاكم نيومكسيكو [الإنجليزية]‏.
- 1 يناير – جون ديفيس لودج قائمة سفراء الولايات المتحدة لدى إسبانيا.
- 1 يناير – روبرت تافت الابن عضو مجلس نواب أوهايو.
- 1 يناير – مارك هاتفيلد عضو مجلس ولاية أوريغون.
- 3 يناير – ألبين باركلي عضو مجلس الشيوخ الأمريكي.
- 3 يناير – ستيوارت يودال عضو مجلس النواب الأمريكي.
- 5 يناير – أورفيل فريمان حاكم مينيسوتا [الإنجليزية]‏.
- 5 يناير – إدموند موسكي حاكم مين [الإنجليزية]‏.
- 18 يناير – جورج بيل تيمرمان حاكم كارولينا الجنوبية [الإنجليزية]‏.
- 30 يونيو – ماكسويل تايلور دافنبورت رئيس أركان جيش الولايات المتحدة.

### انتهاء فترة المنصب
- 1 يناير – مارك هاتفيلد عضو مجلس نواب أوريغون.
- 3 يناير – جون شيرمان كوبر عضو مجلس الشيوخ الأمريكي.
- 3 يناير – جون هوارد بايل حاكم ولاية أريزونا  [لغات أخرى]‏.
- 3 يناير – فرانكلين ديلانو روزفلت، الابن عضو مجلس النواب الأمريكي.
- 5 يناير – جون ديفيس لودج حاكم كونيتيكت  [لغات أخرى]‏.
- 10 يناير – جونستون موراي حاكم أوكلاهوما [الإنجليزية]‏.
- 18 يناير – جيمس بيرنز حاكم كارولينا الجنوبية [الإنجليزية]‏.

## رياضة
- 1 يناير – إنديانابوليس 500 سنة 1955

## ظهور
- 1 يناير – ناشونال ريفيو

## أفلام
من الأفلام التي صدرت هذه السنة في الولايات المتحدة:
- 1 يناير – أحبني أو اهجرني من إخراج تشارلز فيدور.
- 1 يناير – أرض الفراعنة من إخراج هاورد هوكس.
- 1 يناير – أن تمسك لصا من إخراج ألفريد هتشكوك.
- 1 يناير – أوكلاهوما من إخراج فريد زينمان.
- 1 يناير – الحب شيء رائع من إخراج هنري كينغ.
- 1 يناير – السيد روبرتس من إخراج جون فورد، ميرفين لوروا، جوشوا لوغان.
- 1 يناير – اللحن المقطوع من إخراج كورتيس برنار.
- 1 يناير – عروس الوحش من إخراج إد وود.
- 1 يناير – قبلة القاتل من إخراج ستانلي كوبريك.
- 1 يناير – ليلة الصياد من إخراج تشارلز لوتون.
- 1 يناير – مارتي من إخراج ديلبرت مان.
- 1 يناير – محاكمة من إخراج مارك روبسون.
- 1 يناير – نزهة من إخراج جوشوا لوغان.
- 1 يناير – وشم الورد من إخراج دانيال مان.
- 9 مارس – شرق عدن من إخراج إيليا كازان.
- 3 يونيو – سنة الحكة السابعة من إخراج بيلي وايلدر.
- 23 ديسمبر – 20.000 فرسخ تحت الماء من إخراج ريتشارد فليشر.

## برامج ومسلسلات وأنمي
- الأب أعلم
- غايدنغ لايت
- غان سموك

## كتب
من الكتب التي صدرت هذه السنة في الولايات المتحدة:
- 1 يناير – أصول الشمولية من تأليف حنة آرنت.
- 1 يناير – الساحة المظلمة من تأليف ماريو بوزو.
- 1 يناير – لوليتا من تأليف فلاديمير نابوكوف.

## مواليد

### يناير
- 1 يناير – أندريه ويكفيلد
- 1 يناير – جوزيف دانفورد ضابط من الولايات المتحدة الأمريكية.
- 1 يناير – جوزيف كلانسي
- 1 يناير – دوغلاس كروكفورد
- 1 يناير – كارول شو
- 1 يناير – ماري بريد كاتب أمريكي.
- 4 يناير – ميل بينيت لاعب كرة سلة أمريكي.
- 8 يناير – سام سميث
- 9 يناير – جي كي سيمونز ممثل أمريكي.
- 15 يناير – مايك بالدوين متسابق دراجات نارية من الولايات المتحدة الأمريكية.
- 18 يناير – فرانكي ناكليس
- 18 يناير – كيفين كوستنر
- 18 يناير – مايك ميشود سياسي من الولايات المتحدة الأمريكية.
- 21 يناير – بيتر فليمنغ لاعب كرة مضرب أمريكي.
- 21 يناير – جيف كونز فنان أمريكي.
- 22 يناير – توماس ديفيد جونز رائد فضاء أمريكي.
- 22 يناير – نيل بوش
- 24 يناير – آلان سوكال
- 25 يناير – نعمة كيلمان حاخامة أمريكية.
- 27 يناير – جون روبرتس
- 27 يناير – ويسلي كوكس لاعب كرة سلة من الولايات المتحدة الأمريكية.
- 29 يناير – إيدي جوردان
- 29 يناير – جون تيت ملاكم من الولايات المتحدة الأمريكية.
- 29 يناير – غريغ بالارد لاعب كرة سلة أمريكي.
- 30 يناير – جون بالداتشي سياسي أمريكي.

### فبراير
- 1 فبراير – تي آر دان
- 2 فبراير – كيم زيمر ممثلة أمريكية.
- 6 فبراير – إريك ماني لاعب كرة سلة أمريكي.
- 6 فبراير – جون كويستر
- 7 فبراير – ميغيل فيرير ممثل أمريكي.
- 8 فبراير – ايثان فيليبس ممثل أمريكي.
- 8 فبراير – جون غريشام سياسي أمريكي.
- 9 فبراير – جيم جاي بولوك
- 9 فبراير – ماغي وايلدروتر
- 10 فبراير – توم لاغارد لاعب كرة سلة من الولايات المتحدة الأمريكية.
- 10 فبراير – جيم كريمر
- 10 فبراير – لوسيا هاريس
- 12 فبراير – فريزر كلارك هيستون
- 15 فبراير – جانيس ديكينسون
- 15 فبراير – جيفري هارفي فيزيائي أمريكي.
- 15 فبراير – كريستوفر ماكدونالد ممثل أمريكي.
- 19 فبراير – جيف دانييلز
- 19 فبراير – لويس براون لاعب كرة سلة أمريكي.
- 20 فبراير – فرانك أوليينيك لاعب كرة سلة أمريكي.
- 21 فبراير – كيلسي جرامر
- 22 فبراير – ديفيد أكسلرود سياسي أمريكي.
- 23 فبراير – فليب سوندرز
- 24 فبراير – إدي جونسون لاعب كرة سلة أمريكي.
- 24 فبراير – ستيف جوبز رجل أعمال أمريكي ومؤسس مشارك لشركة ابل..
- 28 فبراير – أدريان دانتلي لاعب كرة سلة أمريكي.
- 28 فبراير – جيلبرت جوتفريد ممثل أمريكي.

### مارس
- 1 مارس – جون أوليف
- 1 مارس – مايك تيناي
- 2 مارس – كين سالازار سياسي أمريكي.
- 6 مارس – لاري سيدار ممثل أمريكي.
- 9 مارس – جيف ويلكنز لاعب كرة سلة أمريكي.
- 10 مارس – روبرت سميث لاعب كرة سلة أمريكي.
- 11 مارس – توم باركر لاعب كرة سلة أمريكي.
- 13 مارس – جلين هيدلي ممثلة أمريكية.
- 17 مارس – سينثيا ماكيني سياسية أمريكي.
- 17 مارس – غاري سينيز ممثل أمريكي.
- 17 مارس – مارك بون جونيور ممثل أمريكي.
- 19 مارس – مايك كوفمان سياسي أمريكي.
- 21 مارس – نورم كوك لاعب كرة سلة أمريكي.
- 22 مارس – سوني باركر لاعب كرة سلة من الولايات المتحدة الأمريكية.
- 23 مارس – سوزان شواب
- 23 مارس – موسى مالون لاعب كرة سلة أمريكي.
- 24 مارس – كاندي رينولدز لاعبة كرة مضرب أمريكية.
- 26 مارس – آن مايرز لاعبة كرة سلة أمريكية.
- 26 مارس – جوزيف فرانسيسكو كيميائي أمريكي.
- 28 مارس – ريبا ماكنتاير
- 29 مارس – كريستوفر لوفورد

### أبريل
- 3 أبريل – توماس أرانا ممثل أمريكي.
- 6 أبريل – مايكل روكر ممثل أمريكي.
- 7 أبريل – جون هايز لاعب كرة مضرب أمريكي.
- 7 أبريل – كيفن إيستمان
- 8 أبريل – رونالد جونسون سياسي أمريكي.
- 8 أبريل – كين هودر
- 11 أبريل – مايكل راي ريتشاردسون
- 14 أبريل – دان هيوز مدرب كرة سلة من الولايات المتحدة الأمريكية.
- 14 أبريل – دون روس كاتب سيناريو أمريكي.
- 14 أبريل – غاري هورويتز فيزيائي أمريكي.
- 15 أبريل – أنتوني روبرتس لاعب كرة سلة أمريكي.
- 18 أبريل – سكوت سيمز لاعب كرة سلة أمريكي.
- 19 أبريل – مايك إيفانز
- 20 أبريل – دودي دورن مونتيرة من الولايات المتحدة الأمريكية.
- 20 أبريل – دونالد بيتيت رائد فضاء أمريكي.
- 25 أبريل – كريستوفر تينغ ملحن أمريكي.
- 28 أبريل – جيم بويلان
- 29 أبريل – ريتشارد إيبكار ممثل أمريكي.
- 29 أبريل – ليزلي جوردن ممثل أمريكي.

### مايو
- 1 مايو – إريك غولدبرغ
- 1 مايو – مارتن أودونيل
- 3 مايو – توبي نايت لاعب كرة سلة أمريكي.
- 6 مايو – توم بيرجيرون
- 7 مايو – بن بوكوت لاعب كرة سلة أمريكي.
- 8 مايو – بول مارشال جونسون الابن مهندس من الولايات المتحدة الأمريكية.
- 9 مايو – كيفن بيتر هال
- 10 مايو – مارك ديفيد تشابمان
- 11 مايو – شابا دو
- 12 مايو – كيم أندرسون
- 14 مايو – توماس دونيلون محامي من الولايات المتحدة الأمريكية.
- 14 مايو – فيدر
- 15 مايو – لي هورسلي ممثل أمريكي.
- 16 مايو – إيسي هوليس لاعب كرة سلة من الولايات المتحدة الأمريكية.
- 16 مايو – ديبرا وينجر ممثلة أمريكية.
- 17 مايو – بيل باكستون
- 20 مايو – جاكي روبنسون لاعب كرة سلة أمريكي.
- 20 مايو – مايكل أورين سياسي إسرائيلي.
- 21 مايو – مارك لاندزبيرغر لاعب كرة سلة أمريكي.
- 24 مايو – روزان كاش
- 27 مايو – إريك بيشوف
- 27 مايو – ريتشارد شيف ممثل أمريكي.
- 29 مايو – جون هينكلي جونيور مجرم من الولايات المتحدة الأمريكية.
- 30 مايو – برايان كابيلكا
- 30 مايو – جيك ذا سنيك روبرتس

### يونيو
- 1 يونيو – توني سنو
- 1 يونيو – كيرك دبليو ديلارد سياسي أمريكي.
- 2 يونيو – دانا كارفي
- 2 يونيو – غاري غريمس ممثل أمريكي.
- 4 يونيو – بوتش والتز لاعب كرة مضرب أمريكي.
- 5 يونيو – بيلي ماكيني لاعب كرة سلة أمريكي.
- 6 يونيو – سام سيمون
- 6 يونيو – لي سمولين
- 7 يونيو – وليام فورسيث ممثل أمريكي.
- 8 يونيو – غريفين دن
- 9 يونيو – تيدي إيكلز ممثل أمريكي.
- 10 يونيو – أندرو ستيفنز ممثل أمريكي.
- 15 يونيو – أندي تننت
- 15 يونيو – بولي درابر
- 16 يونيو – تري رولينز
- 16 يونيو – لوري ميتكاف ممثلة أمريكية.
- 17 يونيو – جيف إمادا
- 21 يونيو – دايفيد جرانت
- 25 يونيو – غلين هيغن لاعب كرة سلة أمريكي.

### يوليو
- 1 يوليو – مايك روسمان
- 3 يوليو – بروس ألتمان
- 4 يوليو – جيف كرومبتون لاعب كرة سلة أمريكي.
- 9 يوليو – جيمي سميتس ممثل أمريكي.
- 9 يوليو – ليندسي غراهام سياسي أمريكي.
- 10 يوليو – فيني كورتو
- 12 يوليو – مارغريت هامبورغ
- 14 يوليو – أليخاندرو كورتيس لاعب كرة مضرب كولومبي.
- 15 يوليو – ريتشارد واشنطن لاعب كرة سلة أمريكي.
- 22 يوليو – ويليم دافو ممثل أمريكي.

### أغسطس
- 2 أغسطس – أنتوني كريفيلو ممثل أمريكي.
- 2 أغسطس – بوتش فيغ
- 2 أغسطس – ستيف هايز
- 3 أغسطس – ويلسون واشنطن
- 4 أغسطس – ألبرتو جونزاليس
- 4 أغسطس – أندرو إم ألين رائد فضاء أمريكي.
- 4 أغسطس – بيلي بوب ثورنتون
- 7 أغسطس – واين نايت
- 15 أغسطس – كيني كار لاعب كرة سلة من الولايات المتحدة الأمريكية.
- 16 أغسطس – بوب إليوت لاعب كرة سلة أمريكي.
- 16 أغسطس – مايكل ماسي ممثل أمريكي.
- 19 أغسطس – بيتر غالاغر ممثل أمريكي.
- 20 أغسطس – جاي أكوفون ممثل أمريكي.
- 22 أغسطس – آن كيمورا لاعبة كرة مضرب من الولايات المتحدة.
- 23 أغسطس – جينيفر هولمز ممثلة أمريكية.
- 24 أغسطس – مايك هاكابي سياسي أمريكي.
- 27 أغسطس – روبرت ريتشاردسون مصور سينمائي أمريكي.
- 29 أغسطس – جاكوب ليو
- 30 أغسطس – روبرت ريد
- 30 أغسطس – غلين جوندريزيك لاعب كرة سلة أمريكي.
- 31 أغسطس – إدوين موسيس منافِس أوليمبي من الولايات المتحدة الأمريكية.

### سبتمبر
- 1 سبتمبر – بيلي بلانكس
- 4 سبتمبر – برايان شوايتزر سياسي من الولايات المتحدة الأمريكية.
- 10 سبتمبر – مايك غلين لاعب كرة سلة أمريكي.
- 11 سبتمبر – جو هاسيت لاعب كرة سلة أمريكي.
- 14 سبتمبر – ألفين سكوت لاعب كرة سلة أمريكي.
- 16 سبتمبر – ديفيد أواكس
- 16 سبتمبر – رون بروير لاعب كرة سلة أمريكي.
- 16 سبتمبر – ساندي بيترسن مصمم ألعاب من الولايات المتحدة الأمريكية.
- 17 سبتمبر – تشارلز مارتنيه
- 19 سبتمبر – ريبيكا بلانك سياسية أمريكية.
- 22 سبتمبر – جاك هنسلي
- 22 سبتمبر – جون برينان
- 23 سبتمبر – كينيث روث
- 26 سبتمبر – كارلين كارتر
- 29 سبتمبر – جو دونلي سياسي أمريكي.

### أكتوبر
- 2 أكتوبر – وارين سبيكتور روائي من الولايات المتحدة الأمريكية.
- 5 أكتوبر – بارت إيرمان
- 5 أكتوبر – تيت آرمسترونغ لاعب كرة سلة من الولايات المتحدة الأمريكية.
- 8 أكتوبر – جاك بوير درّاج طريق من الولايات المتحدة الأمريكية.
- 8 أكتوبر – ديرل هامند
- 11 أكتوبر – نورم نيكسون لاعب كرة سلة أمريكي.
- 14 أكتوبر – أرلين سوركين ممثلة أمريكية.
- 15 أكتوبر – تانيا روبرتس
- 17 أكتوبر – سام بوتومز ممثل أمريكي.
- 17 أكتوبر – مايك براتز لاعب كرة سلة أمريكي.
- 19 أكتوبر – لوني شيلتون لاعب كرة سلة أمريكي.
- 20 أكتوبر – آرون بريور ملاكم أمريكي.
- 20 أكتوبر – توماس نيومان ملحن أمريكي.
- 20 أكتوبر – شيلدون وايتهاوس سياسي أمريكي.
- 21 أكتوبر – بول غريكو ممثل أمريكي.
- 21 أكتوبر – جوني ديفيس
- 22 أكتوبر – بيل كوندون مخرج أفلام أمريكي.
- 22 أكتوبر – دوغلاس كينيدي
- 25 أكتوبر – غيل آن هيرد
- 26 أكتوبر – ستيفن روبينسون رائد فضاء أمريكي.
- 28 أكتوبر – بيل غيتس رجل أعمال أمريكي.
- 30 أكتوبر – جويل كريمر لاعب كرة سلة أمريكي.

### نوفمبر
- 6 نوفمبر – ماريا شريفير
- 9 نوفمبر – توماس إف دافي ممثل أمريكي.
- 11 نوفمبر – ستيفن لي ممثل أمريكي.
- 13 نوفمبر – ووبي غولدبرغ ممثلة أمريكية.
- 14 نوفمبر – جاك سيكما
- 17 نوفمبر – يولاندا كينغ ممثلة أمريكية.
- 20 نوفمبر – راي أوزي
- 21 نوفمبر – سيدريك ماكسويل لاعب كرة سلة أمريكي.
- 22 نوفمبر – جيمس إدواردز لاعب كرة سلة أمريكي.
- 27 نوفمبر – بيل نآي
- 28 نوفمبر – تيري هولاداي لاعبة كرة مضرب أمريكية.

### ديسمبر
- 2 ديسمبر – دينيس كريستوفر ممثل أمريكي.
- 3 ديسمبر – ستيفن كولب
- 3 ديسمبر – وارن جيفز مجرم من الولايات المتحدة الأمريكية.
- 6 ديسمبر – ستيفن رايت
- 9 ديسمبر – أوتيس بيردسونغ لاعب كرة سلة أمريكي.
- 16 ديسمبر – اكساندر بيركلي ممثل أمريكي.
- 16 ديسمبر – فيرونيكا بورشه علي
- 16 ديسمبر – كارول براونر
- 17 ديسمبر – براد ديفيس
- 20 ديسمبر – ريمون تاونسند لاعب كرة سلة من الولايات المتحدة الأمريكية.
- 20 ديسمبر – هوليس كوبلاند لاعب كرة سلة أمريكي.
- 24 ديسمبر – غراند إل بوش ممثل أمريكي.
- 24 ديسمبر – كلارنس جيليارد ممثل أمريكي.
- 25 ديسمبر – بريت فرومان لاعب كرة سلة أمريكي.
- 26 ديسمبر – إيفان بايه سياسي أمريكي.
- 26 ديسمبر – غلين موسلي لاعب كرة سلة من الولايات المتحدة الأمريكية.
- 29 ديسمبر – شابي كوكس لاعب كرة سلة أمريكي.

## وفيات

### يناير
- 1 يناير – ويليام ب رو (مواليد 1910) فنان أمريكي.
- 11 يناير – هنري ويلسون تمبل (مواليد 1864) سياسي أمريكي.
- 17 يناير – وليام ماريون جاردين (مواليد 1879) دبلوماسي أمريكي.
- 18 يناير – روبرت لي راسيل (مواليد 1900)
- 21 يناير – أرتشي هان (مواليد 1880)
- 31 يناير – جون راليه موت (مواليد 1865) دبلوماسي من الولايات المتحدة الأمريكية.

### فبراير
- 7 فبراير – إدوين ويب (مواليد 1872) سياسي أمريكي.

### مارس
- 12 مارس – شارلي باركر (مواليد 1920)
- 13 أبريل – بيتن كونواي مارس (مواليد 1864) ضابط من الولايات المتحدة الأمريكية.
- 21 مارس – والتر فرانسيس وايت (مواليد 1893)

### أبريل
- 7 أبريل – ثيدا بارا (مواليد 1885)
- 13 أبريل – بيتن كونواي مارس (مواليد 1864) ضابط من الولايات المتحدة الأمريكية.
- 14 أبريل – أد وولجاست (مواليد 1888) ملاكم من الولايات المتحدة الأمريكية.
- 25 أبريل – فرانك فينلي مريم (مواليد 1865) سياسي من الولايات المتحدة الأمريكية.

### مايو
- 17 مايو – أوين روبرتس (مواليد 1875)
- 22 مايو – ريتشارد سكيتس غالاغر (مواليد 1891) ممثل أمريكي.

### يونيو
- 11 يونيو – والتر هامبدن (مواليد 1879) ممثل أمريكي.
- 17 يونيو – كارلايل بلاكويل (مواليد 1884)

### يوليو
- 10 يوليو – جيري هويت (مواليد 1929)
- 16 يوليو – مالكوم غرين شاس (مواليد 1875) لاعب كرة مضرب من الولايات المتحدة.
- 21 يوليو – مايرا كيتون (مواليد 1877) ممثلة من الولايات المتحدة الأمريكية.
- 23 يوليو – كورديل هل (مواليد 1871) سياسي أمريكي.
- 25 يوليو – جورج وينت هينسلي (مواليد 1881) كاهن من الولايات المتحدة الأمريكية.

### أغسطس
- 2 أغسطس – ولاس ستيفنز (مواليد 1879) شاعر أمريكي.
- 11 أغسطس – آرثر جريسوولد كرين (مواليد 1877) سياسي أمريكي.
- 11 أغسطس – روبرت وليامز وود (مواليد 1868)
- 12 أغسطس – جيمس سومنر (مواليد 1887) كيميائي أمريكي.
- 24 أغسطس – وليام د ميتشل (مواليد 1874) سياسي أمريكي.
- 28 أغسطس – ايميت تل (مواليد 1941)

### سبتمبر
- 5 سبتمبر – فريدريك دبليو دالنجر (مواليد 1871) سياسي أمريكي.
- 30 سبتمبر – جيمس دين (مواليد 1931) ممثل أمريكي.

### أكتوبر
- 19 أكتوبر – جون هودياك (مواليد 1914)
- 19 أكتوبر – ميدجت ولجاست (مواليد 1910) ملاكم من الولايات المتحدة الأمريكية.
- 20 أكتوبر – فرانك دارين (مواليد 1876) ممثل من الولايات المتحدة الأمريكية.
- 24 أكتوبر – بيتسي بيكر (مواليد 1842)
- 29 أكتوبر – روبرت إو كروكيت (مواليد 1881) سياسي من الولايات المتحدة الأمريكية.

### نوفمبر
- 1 نوفمبر – ديل كارنيجي (مواليد 1888)
- 4 نوفمبر – ساي يونغ (مواليد 1867) لاعب كرة قاعدة من الولايات المتحدة الأمريكية.
- 11 نوفمبر – جيري روس (مواليد 1926)
- 15 نوفمبر – لويد بيكون (مواليد 1889)
- 22 نوفمبر – شيمب هاورد (مواليد 1895)
- 27 نوفمبر – ديف موريس (مواليد 1884)

### ديسمبر
- 5 ديسمبر – بول هارفي (مواليد 1882) ممثل أمريكي.
- 5 ديسمبر – قلين إل مارتن (مواليد 1886)
- 6 ديسمبر – هوناس واجنر (مواليد 1874) لاعب كرة قاعدة من الولايات المتحدة الأمريكية.